# Andrés Rebottaro
Andrés Rebottaro (Rosario, 5 settembre 1952) è un ex calciatore argentino, di ruolo difensore.

## Carriera

### Club
Ha giocato nella massima serie argentina con varie squadre.

### Nazionale
Nel biennio 1975-1976 ha giocato 6 partite con la nazionale argentina prendendo parte alla Copa América 1975.

## Palmarès

### Club

#### Competizioni nazionali
- Campionato argentino: 1

Newell's Old Boys: Metropolitano 1974